# Бистрица (Златар)
Бистрица је река у југозападној Србији, десна притока Лима. Извире на северним падинама планине Златар. У горњем току се зове Златарска река, а у средњем и доњем Бистрица.
Дужина реке је 15 km, поврина слива 86 km², а просечни проток на ушћу је 1,0 m³/s.
Долином Бистрице води асфалтни пут Нова Варош—Пријепоље, део магистрале који преко Ужица и Златибора спаја Србију са Црном Гором.
У најнизводнијем је делу долине ХЕ „Бистрица“, чије турбине покрећу тунелима и цевоводима доведене воде Радоињског језера (на реци Увцу)